# نايف الموسى
نايف الموسى لاعب كرة قدم سعودي ، في مركز الظهير الأيسر.
بداياته كانت مع الشباب و في يوليو 2008 تمت إعارته إلى نادي الحزم وفي مايو 2009 انتقل بشكل نهائي إلى نادي الحزم و في عام 2014 انتقل إلى التعاون و عاد إلى نادي الحزم في عام 2019 و وقع مع نادي بيشة مطلع عام 2022 ووقع مع نادي الحوراء في عام 2023.

## روابط خارجية
- نايف الموسى على موقع Soccerway.com (الإنجليزية)
- نايف الموسى على موقع كووورة